# Dijiang
De dijiang (Chinees: 帝江; pinyin: dìjiānɡ) is een fabeldier uit de Chinese folklore. Het wordt beschreven als een vuurrode vogel met vier vleugels en zes poten, zonder gezicht of ogen. Het dier zou te vinden zijn in de Hemelbergen. Mogelijk een feniks.
In de Amerikaanse film Shang-Chi and the Legend of the Ten Rings van Marvel Studios uit 2021 verscheen er een dijiang genaamd Morris. 